# ياني كوينتيرو
ياني ديفيد كوينتيرو ريفاس (بالإسبانية: Yani David Quintero Rivas)‏ هو لاعب كرة قدم كولومبي من مواليد 17 يوليو 2002 في بوينافينتورا، كولومبيا.

## مسيرته
بدأ مسيرته في نادي بوكا جونيورز دي كالي الكولومبي ثم إنتقل لنادي ديبورتيس كوينديو الكولومبي وبعدها لنادي ريد بل براغانتينو البرازيلي ومثل النادي الأول والرديف.

## وصلات
ياني كوينتيرو على موقع قاعدة بيانات كرة القدم.إي يو (الإنجليزية)
- ياني كوينتيرو على موقع Soccerway.com (الإنجليزية)